# Mononatriumglutamat
Mononatriumglutamat (MSG) også kaldet det tredje krydderi eller smagsforstærker. Det blev oprindelig brugt i japansk og kinesisk madlavning, men i dag finder det udbredt anvendelse i alle slags industrielt fremstillet mad.
Mononatriumglutamat er et natriumsalt af aminosyren glutaminsyre. Glutamat er anionen af glutaminsyre og er neurotransmitter i nogle typer nerveceller.[kilde mangler]
Smagen af mononatriumglutamat, umami, betragtes som den femte smag efter surt, sødt, salt og bittert.
Ved anvendelse i madvarer deklareres stoffet ofte med e-nummeret E-621. E-numre for mononatriumglutamat og andre glutamater deklareres med e-numrene fra 620 til 625.
Stoffet har gennem årene været kritiseret fra forskellige, der har hævdet, at stoffet har en række negative helbredseffekter. Videnskabelige undersøgelser har dog frikendt stoffet for mistanke.